# 中车长江车辆
中车长江车辆有限公司（英語：CRRC Yangtze Co., Ltd.）是中国中车股份有限公司的全资子公司之一，主营业务包括铁路货车研发、制造与修理；车轴、钢结构件铸件生产等，是中国国内规模最大的铁路货车生产企业。
中车长江车辆公司总部位于湖北省武汉市江夏经济开发区，并分别在湖南省株洲市、安徽省铜陵市和江苏省常州市设有三家分公司。南车长江车辆成立于2006年，由原武汉江岸车辆厂、株洲车辆厂、铜陵车辆厂、武昌车辆厂、戚墅堰机车车辆厂（货车部分）合组而成。
2018年5月，中国中车宣布实施货车业务重组，以中车长江车辆有限公司为主体成立中车长江集团，由此中车长江车辆成为中车长江集团的全资子公司。